# Instituts indiens du management

l'Institut indien du management, Bangalore

Les Instituts indiens du management, (en anglais : Indian Institutes of Management) (IIMs), sont un ensemble de 13 écoles de commerce publiques indiennes.  

## Liste des instituts du management
| Nom                                              | Photo | sigle        | fondation | Ville           | État               | Références |
| ------------------------------------------------ | ----- | ------------ | --------- | --------------- | ------------------ | ---------- |
| Institut indien de management de Calcutta        |       | IIM-C        | 1961      | Kolkata         | Bengale-Occidental | [ 1 ]      |
| Institut indien de management d'Ahmedabad        |       | IIM-A        | 1961      | Ahmedabad       | Gujarat            | [ 2 ]      |
| Institut indien de management de Bangalore       |       | IIM-B        | 1973      | Bengaluru       | Karnataka          | [ 3 ]      |
| Institut indien de management de Lucknow         |       | IIM-L        | 1984      | Lucknow         | Uttar Pradesh      | [ 4 ]      |
| Institut indien de management de Kozhikode       |       | IIM-K        | 1996      | Kozhikode       | Kerala             | [ 5 ]      |
| Institut indien de management d'Indore           |       | IIM-I        | 1996      | Indore          | Madhya Pradesh     | [ 6 ]      |
| Institut indien de management de Shillong        |       | IIM-S        | 2007      | Shillong        | Meghalaya          | [ 7 ]      |
| Institut indien de management de Rohtak          |       | IIM-R        | 2010      | Rohtak          | Haryana            | [ 8 ]      |
| Institut indien de management de Ranchi          |       | IIM-Ranchi   | 2010      | Ranchi          | Jharkhand          | [ 9 ]      |
| Institut indien de management de Raipur          |       | IIM-Raipur   | 2010      | Raipur          | Chhattisgarh       | [ 10 ]     |
| Institut indien de management de Tiruchirappalli |       | IIM-T        | 2011      | Tiruchirappalli | Tamil Nadu         | [ 11 ]     |
| Institut indien de management d'Udaipur          |       | IIM-U        | 2011      | Udaipur         | Rajasthan          | [ 12 ]     |
| Institut indien de management de Kashipur        |       | IIM-Kashipur | 2011      | Kashipur        | Uttarakhand        | [ 13 ]     |

Traditionnellement, leur classement est donné comme liste ABC (Ahmedabad - Bangalore - Calcutta / Kolkata).